# Авентикум

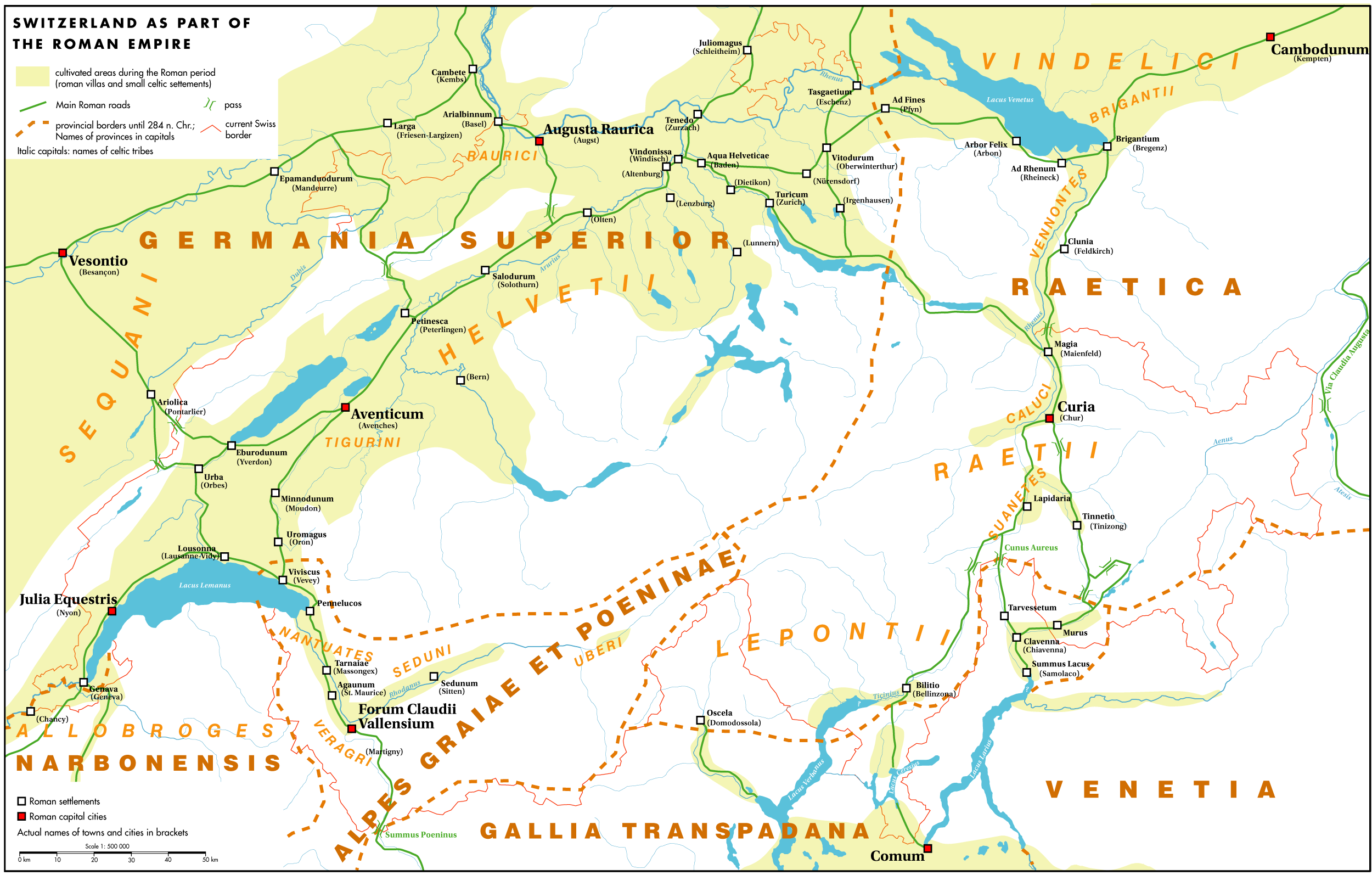
Швейцарія в римську епоху, зазначено Авентикум і регіон Гельвеції

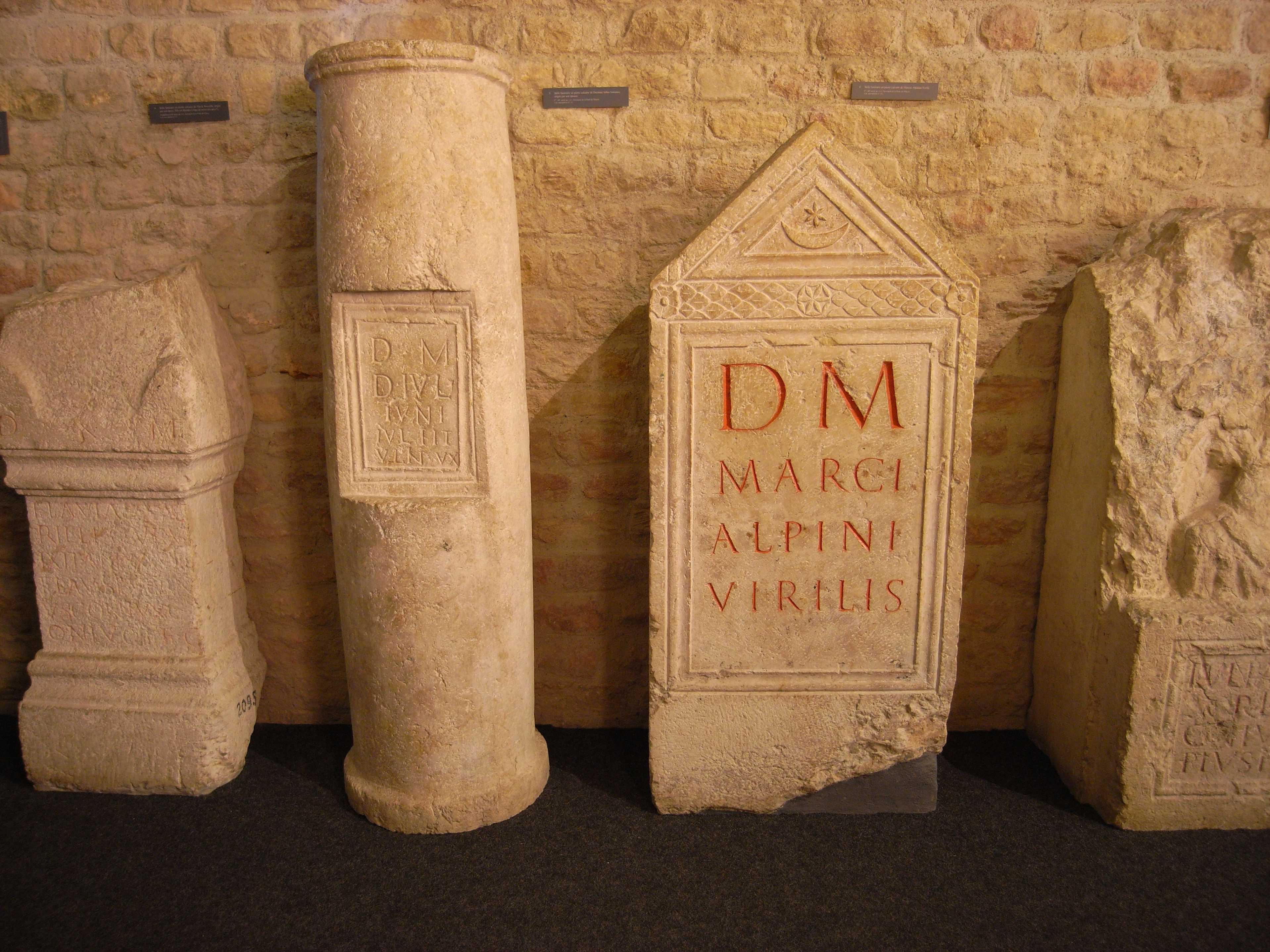
Різьблені вапнякові предмети з Авентикума

46°52′48″ пн. ш. 7°02′56″ сх. д. / 46.88° пн. ш. 7.049° сх. д.
Авентикум (лат. Aventicum) — колишнє найбільше місто і столиця римської Швейцарії (Гельвеція або Civitas Helvetiorum).
Його руїни лежать поруч із сучасним містом Аванш.
Місто, ймовірно, створене ex nihilo на початку I століття нашої ери як столиця нещодавно завойованої території гельветів, на дорозі, що з'єднувала Італію з Британією, побудовану за Клавдія. За правління імператора Веспасіана, який виріс у місті, Авентикум здобув статус колонії в 72 році нашої ери, після чого він увійшов у свою золоту добу.
Міський мур був завдовжки 5,6 км, але побудований не для оборонних цілей і, безсумнівно, призначалася як підкреслення статусу міста.
У християнські часи Авентикум був резиденцією єпископства.
Найвідомішим з його єпископів був Марій Авентисенсій.
Його коротка хроніка, що охоплює 455—581 роки, є одним із небагатьох джерел для бургундів VI століття. Незабаром після собору в Маконі, в 585 році, Марій переніс резиденцію з Авентикума до Лозанни через швидкий занепад міста .

## Доісторичний Авентикум
Територія навколо Авентикума заселена ще до того, як римляни заснували місто.
У прилеглому Муртензе виявлено численні озерні житла, знайдено принаймні 16 осель на палях.

На найбільшому місці палі простягаються на площі 460 м², таким чином утворюючи велике поселення.
Серед куп сміття знайдено велику кількість предметів, похованих у грязі: кам'яні і кістяні знаряддя (сокирки, долота, голки, шила, окрім величезної кількості кісток тварин).
Кераміка — грубий, темно-червоний вид глиняного посуду, що містить численні зерна кварцу, представлено 12 або 15 різновидів.

## Переселення гельветів

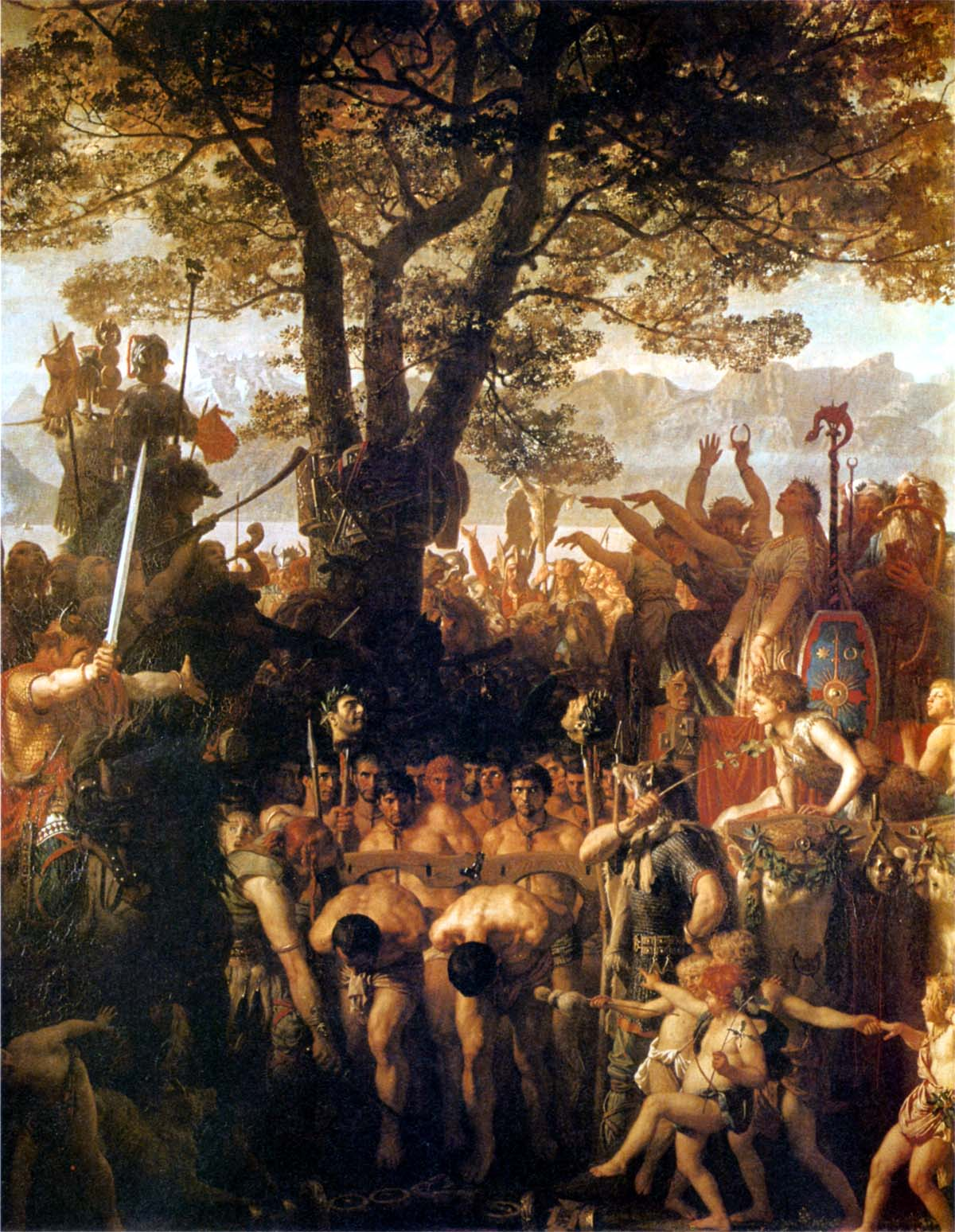
Гельвети змушують римлян переходити під ярмо. Романтична картина Чарльза Глейра (XIX ст.), яка святкує перемогу гельветів над римлянами під Агеном (107 р. до н. е.) під командуванням Дивікона.

Гельвети, ймовірно, досягли південної Німеччини приблизно в 111 році до н. е. і незабаром вторглися в Галлію.
Під час вторгнення в римську провінцію Нарбонська Галлія вони перемогли римську армію під командуванням Л. Кассія Лонгіна поблизу Агендікума в 107 році до н. е. і вбили консула.
Вони продовжували походи в Іспанію, Галлію, Норик і Північну Італію.
Зазнавши поразок в 102—101 рр. до н. е., уцілілі гельвети відступили через Альпи.
У 58 р. до н. е. шляхтич Оргеторікс спровокував нову гельветську міграцію, під час якої все плем'я мало залишити свою територію (яка тепер описується як більш-менш відповідна Швейцарському плато) і встановити панування над усією Галлією.
Вони рушили зі своїх сіл, але були зупинені Юлієм Цезарем на берегах Рони.
Потім гельвети пройшли навколо, через гори Юра, до області поблизу едуйського оідуму Бібракте.
Там Цезар наздогнав і розбив гельветів у битві при Бібракте.
Це призвело до відступу гельветів і захоплення більшої частини їхнього обозу римлянами.
Після капітуляції гельвети стали федератами
,
союзною civitas, яка мала надавати солдатів, але не отримала римського громадянства.
Гельвети, ймовірно, втратили свій статус федератів через шість років, коли вони підтримали Верцингеторикса в 52 році до н. е.
Приблизно в 50—45 рр. до н. е. римляни заснували Colonia Iulia Equestris на місці гельветського поселення Новіодунум (сучасний Ньйон).
Ця колонія, швидше за все, була заснована для контролю одного з двох важливих військових шляхів доступу між Гельветією та рештою Галлії, блокуючи прохід через долину Рони та Зундгау.
У наступні півстоліття гельвети дедалі більше романізувалися.
У цей час було два поселення поблизу місця заснування Авентикуму.
Першим був опід на Мон-Вуллі між озерами Муртензе і Невшатель, який було знищено в I ст. до н. е.
Другим був Буа-де-Шатель, укріплений у другій половині I ст. до н. е.

Буа-де-Шатель зруйновано на початку I ст. н. е., а населення переселилося до Авентикуму.

## Заснування Авентикуму
Під час правління Августа (27 р. до н. е. — 14 р. н. е.) римське панування стало суттєвішим.
Деякі з традиційних кельтських опід тепер використовувалися як легіонерські гарнізони або переміщувалися.
Хоча точна дата заснування Авентикума не є точною, він, ймовірно, заснований під час або незабаром після правління Августа.
До 5 року н. е. на березі озера Муртен існував док, який є першим свідченням поселення в Авентикумі.

У місті також було виявлено могилу, яка датується 15 р. н. е.
У той час на північному сході сучасного Аванша було побудовано невелике поселення у римському квадратному стилі. Однак це місце можна датувати лише правлінням Тіберія (14–37 рр. н. е.).

Авентикум виріс у 16—17 рр. н. е., коли побудували табір римського легіону — Віндонісса (сьогодні у Віндіші, Ааргау).
Авентикум був головним місцем на римській дорозі від Лозанни до Віндонісси.
Під час правління Клавдія (41–54 рр. н. е.) було завершено торговельний шлях, який прямував з Італії до нещодавно завойованої провінції Британія через Готтардський перевал.
Цей маршрут проходив через Авентикум, що призводило до розширення міста.
Пізніше він став частиною Верхньої Германії, а потім частиною Діоклетіанської провінції Максима Секванорум . Колишні території Гельвеції та їхні мешканці були на той час настільки ж романізовані, як і решта Галлії.

## Створення столиці Гельвеції
У I ст. н. е. Авентикум і край гельветів включено до складу римської провінції Бельгійської Галлії. Тацит, який писав близько 69 р. н. е., говорить про гельветів як про галльський народ, відомий своєю хоробрістю та подвигами на війні, і він називає Aventicum Caput gentis,

або столицею Гельвеції.
Місто отримало це звання, швидше за все, через його порівняно розвинений стан цивілізації та його помітне положення на головному шляху між Італією та Німеччиною.
Він також був центром мережі добре використовуваних військових доріг.
Авентикум і Ньйон (Colonia Equestris), що розташований на березі Женевського озера, були відправними точками для всіх шляхів у Гельвеції.
У першій половині I ст. н. е. Авентикум став центром імператорського культу в Civitas Helvetiorum.
Однак гельвети знову вступили в конфлікт з Римом незабаром після смерті імператора Нерона в 68 р. н. е.
Як і інші галльські племена, гельвети були організовані у civitas і мали певну внутрішню автономію, включно із захистом деяких фортець власними військами.
Під час громадянської війни та Року Чотирьох Імператорів, які послідували за смертю Нерона, civitas Helvetiorum підтримали Гальбу; не знаючи про його смерть, вони відмовилися визнати владу його суперника Вітеллія.
Legio XXI Rapax, який розташувався у Віндонісcі та прихильно ставився до Вітеллія, вкрав платню гельветського гарнізону, що спонукало гельветів перехопити гінців і затримати римський загін.
Авл Цецина Алієн, колишній прихильник Гальби, який тепер очолював вторгнення прихильників Вітеллія до Італії, розпочав масштабну каральну кампанію, розгромивши гельветів на горі Воцецій, убивши та поневоливши тисячі.
Тоді Авентикум був обложений і швидко здався.
Римляни ледь не наказали знищити місто, але завдяки благанням якогось Клавдія Косса, гельветського посланника до Вітеллія, і, як каже Тацит, «відомого красномовця»

місто було врятовано.

## Здобуття статусу колонії
Під час року чотирьох імператорів (69 р. н. е.) Вітеллій, який ледь не наказав знищити Авентикум, був третім. Четвертий, Веспасіан, мав набагато позитивніший вплив на Авентикум.
Тоді як він народився у Фалакрине, в Сабінській країні поблизу Реате.
Його батько, Тіт Флавій Сабін, був дрібним банкіром в Авентикумі, де деякий час жив Веспасіан.
Приблизно через два роки після того, як Веспасіан був проголошений імператором, він надав Авентикуму статус колонії — винятковий громадянський статус.
Колонія — місто, яке було спеціальним місцем проживання для легіонерів, які після виходу у відставку отримували землю і ставали громадянами.
Це сприяло розвитку краю та стабільності, і не в останню чергу поширенню римської культури.
Раніше Авентикум був столицею країни негромадян.
Підвищення статусу до колонії відкрило для Авентикума золоту добу.
У цей час Авентикум відомий як Pia Flavia Constans Emerita.

## Руйнування та повторне відкриття
Алемани розграбували місто у 280-х рр., і ні Авентикум, ні його внутрішні райони не оговталися ні від наслідків нападу, ні від наступних змін римського кордону, які більше не забезпечували безпеку території.
До розпаду Риму в V столітті ця територія вже була повністю під контролем германських племен, діалекти яких стали основою швейцарської німецької мови.
У VI столітті в акрополі римського міста тривало християнське життя: амфітеатр став фортецею, як і театр.
Однак до VII століття центр церкви перемістився до Лозанни, Авентикум згадується лише як старе зруйноване місто
.
У наступні століття він згадується, але завжди як руїни.
У 1710 році Марквард Вільд був першим, хто стверджував, що Аветикум був столицею Гельвеції, а не Анже, як вважалося раніше.

У 1783–86 рр. маркіз Нортгемптон очолював археологічну експедицію в Авентикум, а в 1788 році він виставив свої відкриття на показ.
Його відкриття спонукали багатьох шукачів скарбів відправитися в Авентикум для пошуку артефактів.
Через знахідки в 1824 році відкрито Музей Веспасьєна.
У 1838 році його перейняв кантон Во, перейменував на Римський музей і встановив у вежі амфітеатру.
У 1884 році заснована асоціація Pro Aventico з метою виявлення та збереження руїн.

Авентикум був добре відомим місцем у Гранд-турі, і Вільям Тернер зробив малюнок Avenches: the Roman Column,'Le Cicognier' в 1802 році, на якому показано старе місто позаду.

Археологія отримала певну користь від Першої та Другої світових війн, коли інтерновані у Швейцарії іноземці та місцеві безробітні були залучені до розкопок головних будівель римського міста та реконструкції та відкриття для публіки театру, «Cigognier», брам і однієї вежі муру.
З появою національної схеми автомобільних доріг наприкінці 1960-х років під орудою Pro Aventico створили програму рятувальної археології під керівництвом професора Ганса Боглі, на честь якого відтоді названо Римський музей.
Ранні роботи виявили Форум і пов'язану з ним територію храму, включно з можливим «Капітолієм».
У 1985 році під час будівництва автомагістралі А1 було виявлено нові частини римського міста.
У 1987 році дорогу перенесли, щоб обійти це місце.

Подальша масштабна робота у наступні десятиліття відкрила більшу частину інсули — прямокутної системи вулиць у центрі римського міста.
Значна частина території всередині мурів взагалі не була густонаселеним містом, а радше, як і сам Рим, була зайнята «міськими віллами», великими будинками, оточеними чималими ділянками саду та невеликими володіннями. Останні дослідження також виявили чудову будівлю палацу, більшу частину центру римського міста, а за мурами канал і дорогу, що веде від сусіднього озера, безсумнівно, допомагаючи транспортувати камінь з Юри озером і каналом, а також цвинтарі та акведуки за межами лінії римських мурів, «Pro Aventico» також відповідає за постійну реставрацію будівель, відкритих на початку XX століття: частини мурів та справжню римську вежу, підняту та захищену через її використання як середньовічну сторожову вежу, і північну браму.
Неподалік від лінії римських мурів і з повторним використанням каменю із мурів розташована невелика романська церква в Донатирі, яка має чудові фрескові розписи початку XII століття.

## Руїни

### Амфітеатр

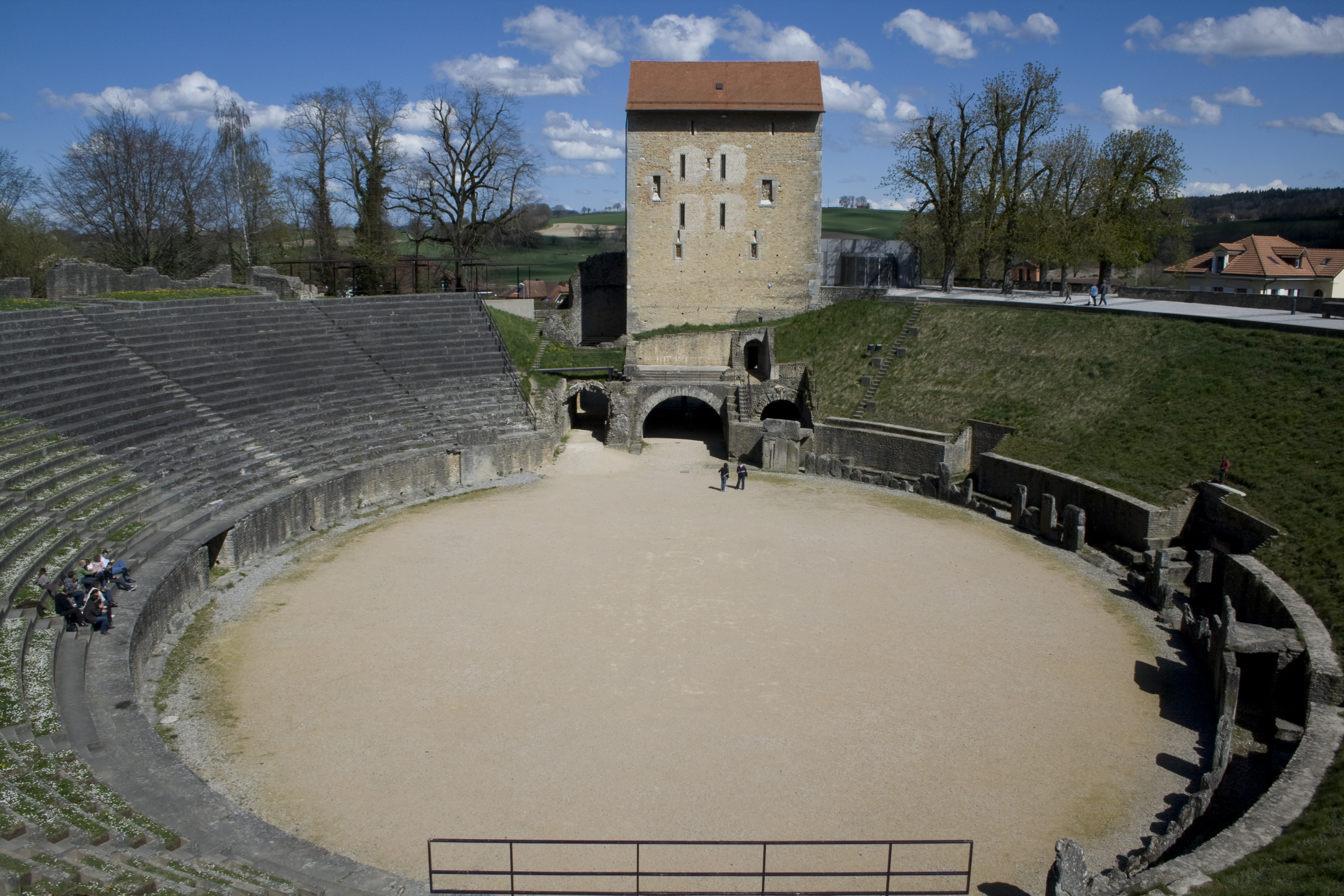
Амфітеатр вміщував до 16 тисяч осіб

Амфітеатр, як і всюди в Римській імперії, використовувався для боїв гладіаторів і тварин, а також для полювання.
Він служив політичним, соціальним і релігійним цілям і був центральною ознакою більшості римських міст.
Як і в столиці, амфітеатр в Авентикумі був досить великим.

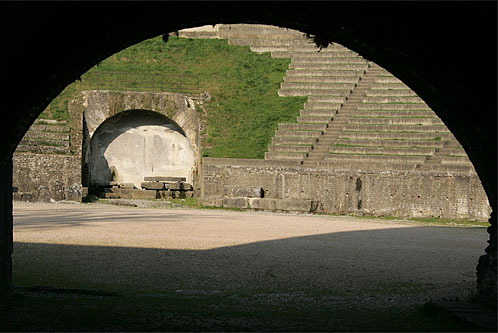
Вхід на поверх арени з монументального східного входу

Його побудували у два етапи, спочатку близько 130 р. н. е., потім розширили приблизно в 165 р. н. е.
Амфітеатр був побудований, коли схил був терасованим.
Підлога арени була викладена і вирівняна. Ця перша будівля мала 24 ряди сидінь, побудованих переважно з дерева, які піднімалися на схил пагорба.
Сходи, стіна навколо підлоги арени, верхні стіни та входи були побудовані з каменю.
Зовнішні стіни амфітеатру мали розміри 98,85 × 85,94 м, а підлога арени становила 51,63 × 38,40 м.
Перший амфітеатр міг вмістити близько 9000 осіб.

Другий етап значно розширив амфітеатр.
Всього побудували 31 ряди кам'яних сидінь, що збільшило місткість приблизно до 16 000 осіб.
Стіни розширили та додали алькови.
Зі східної сторони споруджено монументальний головний портал із масивних кам'яних кубів.
Розширений амфітеатр мав (без зовнішнього двору чи східного головного порталу) 105,01 × 92,11 м, тоді як підлога арени залишилася незмінною.
Зовнішні стіни були заввишки 18 м.

У IV столітті амфітеатр був покинутий, і більша частина споруди була демонтована та використана як будівельний матеріал.
У XI столітті єпископ Лозанни побудував тауергауз над східним входом, починаючи приблизно з 20-го ряду лавок. Ця вежа на середину 2020-х є домівкою Римського музею.

### Театр

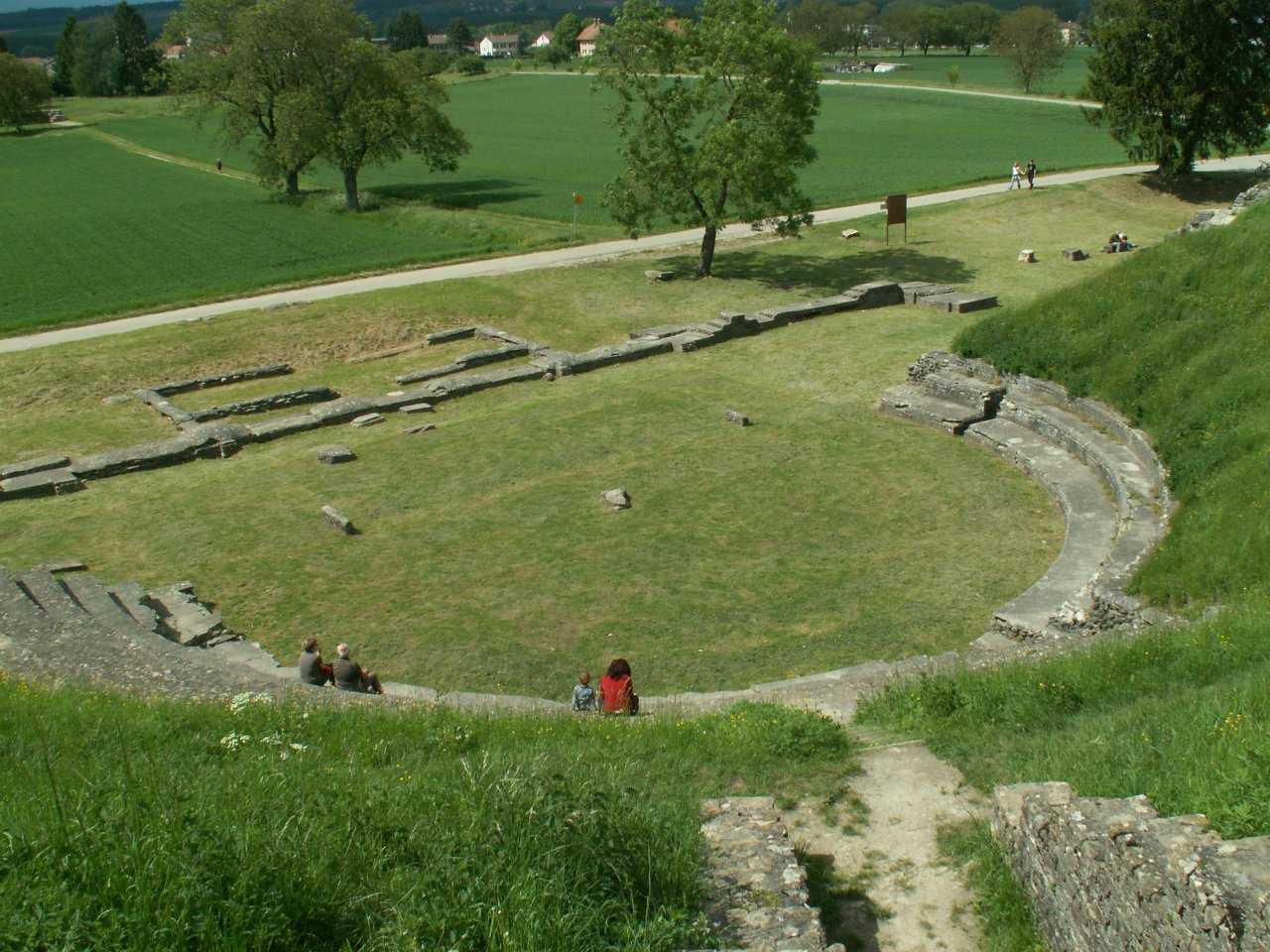
Театр Авентикуму

Театр побудували на початку II століття в районі, який раніше був зайнятий розкиданими будинками.
Його багато разів перебудовували та ремонтували, хоча деталі не з'ясовані.
В останній третині III століття його перебудували як укріплену будівлю і додали рів.
З цією метою його використовували до середини IV ст.

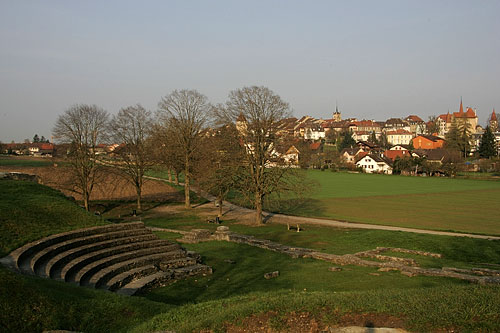
Театр із сучасним містом Аванш на задньому плані

Театр побудований у стилі класичного римського театру, але має деякі галло-римські модифікації.
І орхестра, і cavea (сидіння для глядачів) мають форму майже підкови.
Власне сценою є проста дерев'яна платформа.
Передня стіна сцени, або фонова стіна, мала троє дверей, що вели до відносно невеликої (10 × 7 м) сценічної будівлі (postscaenium), яка виступає позаду стіни.
Передня частина сцени була побудована з щілиною в стіні, яка показувала глядачам храм Сигоньє.

Театр використовувався для комедій і трагедій, але є також «культова ніша» біля підніжжя секції для глядачів зі сценою, що утворює вівтар.
Це вказує на те, що театр, можливо, також використовувався для «присвячення вистав» для релігійних церемоній.

Театр має розміри 106,25 × 66,4 м.
Орхестра має розміри 17,75 × 21 м.
Місткість театру становила близько 12 000 осіб, понад 50 рядів для сидіння.
Туди можна було потрапити через 11 Vomitorium (критих входів), кожен з яких мав по два аркові проходи.
У нижній частині глядацьких місць була ложа шириною 1,6 м для знаті.

### Храм Сигоньє

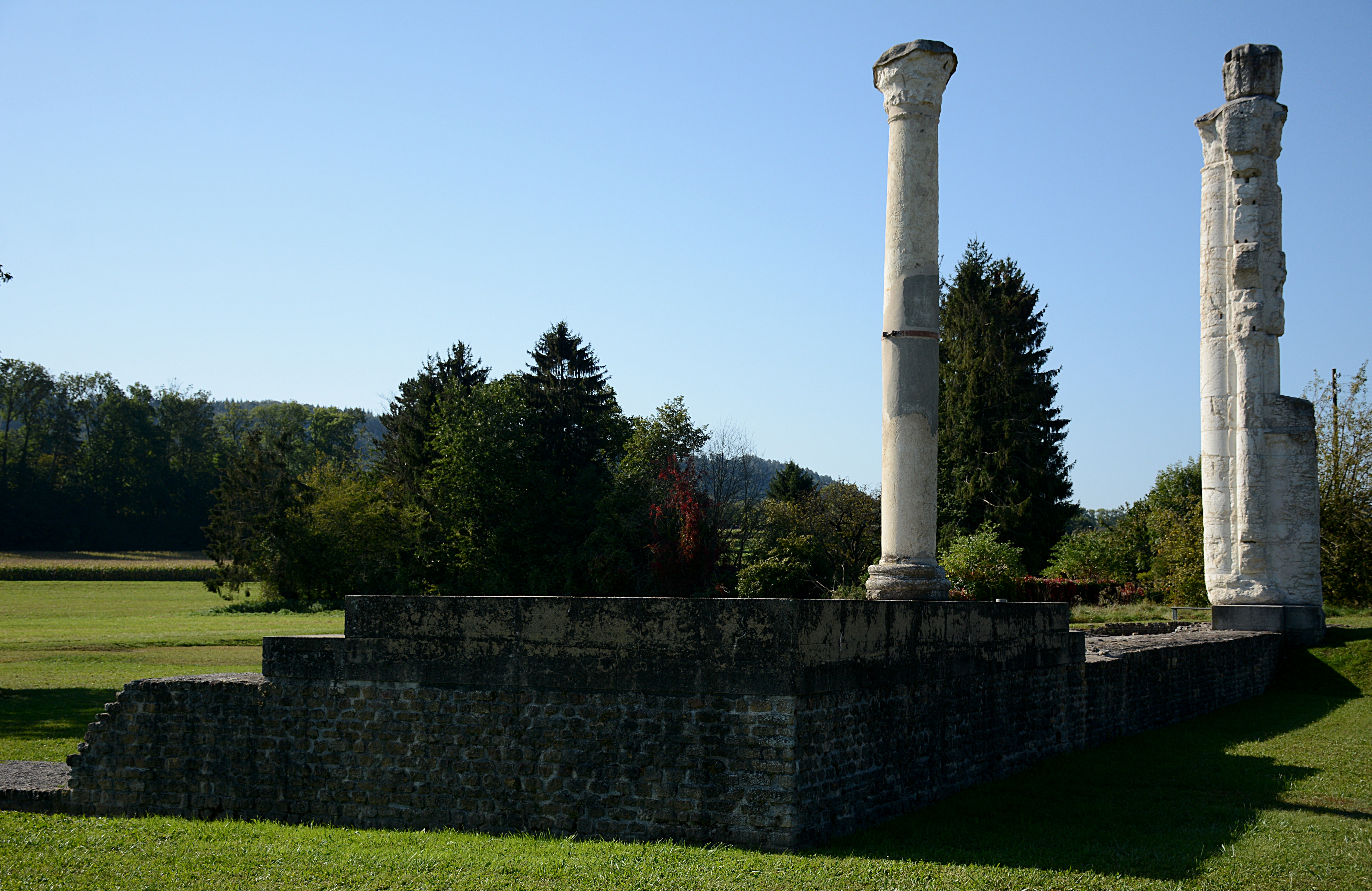
Колони храму Сигоньє

Назва храму Сигоньє походить від гнізда лелеки, яке було на верхів'ї колони принаймні з 1642 року.

Гніздо було видалено під час реставрації в 1978 році, але назва залишилася.
Храм Сигоньє побудовано як масивний і вражаючий храм і, можливо, був головним храмом імперського культу в усій Гельветії.
Храми Римської імперії, символізували божественного Імператора, якому поклонялися громадяни і жителі держави. Підтвердженням цієї теорії є те, що золотий бюст Марка Аврелія знайдено в каналізації на місці храму.
Крім того, храм був спланований так само, як і Храм миру в Римі.
Нарешті, храм був побудований поблизу театру, який також міг відігравати роль у поклонінні імператору.

Згідно з дендрохронологічним аналізом численних дубових колон, що підтримують стіни, будівництво храму розпочато в 98 р. н. е., у перший рік правління імператора Траяна.
Ймовірно, що храм не був частиною початкового плану Авентикума, тому його, можливо, додали під керівництвом Траяна. Траян служив у римській армії вздовж Рейну, і після свого сходження на трон, можливо, збудував храм, щоб символізувати свою владу над північними частинами Імперії.

Храм побудовано з широким внутрішнім двором, по довгій осі якого проходить алея.
Восьмиколонний портик храму підносився високо над північним двором.
Власне храм побудовано на високому подіумі з сусідньою залою для відпочинку з трьома рядами сидінь.
Стіна оточувала весь комплекс, за винятком півдня, який утворював зовнішній двір.
У стіні була брама, яка сполучала храм із театром і новою, головною дорогою зі сходу на захід міста.
Храм Сигоньє є найбільшим храмом в Авентикумі.

Зовнішні розміри становили 111,58 × 118,80 м.
Храм мав розміри 42,17 × 27,36 м, висота вершини даху становила 23,1 м, з яких 2,4 м — висота подіуму.
Зал для зони відпочинку мав розміри 64 × 83,35 м, а висота даху становила 19,50 м, також з подіумом 2,4 м.
Зовнішній двір мав розміри 15,14 × 104,58 м.

### Храм Гранж-де-Дім (IIст. н.е.)
Римський храм Гранж-де-Дім датується кінцем I або початком II століття.
Його побудовано на місці ранішої галльської каплиці I століття.
Храм побудовано у типовому римському стилі, однак целла майже квадратна, а не прямокутна.
Храм піднесений над землею на подіумі.
Целлу оточували колони, а вхід увінчував фронтон.
Усередині храму був вівтар, фонтан і чотири колони, які підтримували балдахін над статуєю.
Храм, швидше за все, був присвячений галло-римському богу Меркурію Циссонію, синкретичному поєднанню Меркурія та галльського бога Циссонія.
У храм поклонялися Меркурію як богу мандрівників і торгівлі.
Його безпосередня близькість до храму Сигоньє, центру поклоніння імператорському культу, вказує на те, що цей храм також був важливим.

Храм частково відреставрований.
Сьогодні можна побачити частину фундаменту південної стіни целли, 10,8 × 9,4 м, і частину подіуму, 20,2 × 20,4 м. Хоча сходів, що ведуть на подіум, уже немає, на подіумі також видно розташування вівтаря та фонтану, а також частково реконструйований балдахін.
Задня частина подіуму — на північній стороні авеню Жоміні.
Решту території храму займає алея, хоча підлогу храму викладено бруківкою.
За реконструкціями відомі багато розмірів приміщень храму.
Подіум був заввишки 1,8 м, з холом висотою близько 20 м і покритим чотирисхилим дахом.
Целла оточена вузьким фасадом-портиком із колонадою із колонами діаметром 0,51 м, висотою 4,5 м, а товщина ферм над колонами становила 1,16 м.
Вхід до храму був закритий 4 колонами (0,89 м в діаметрі).

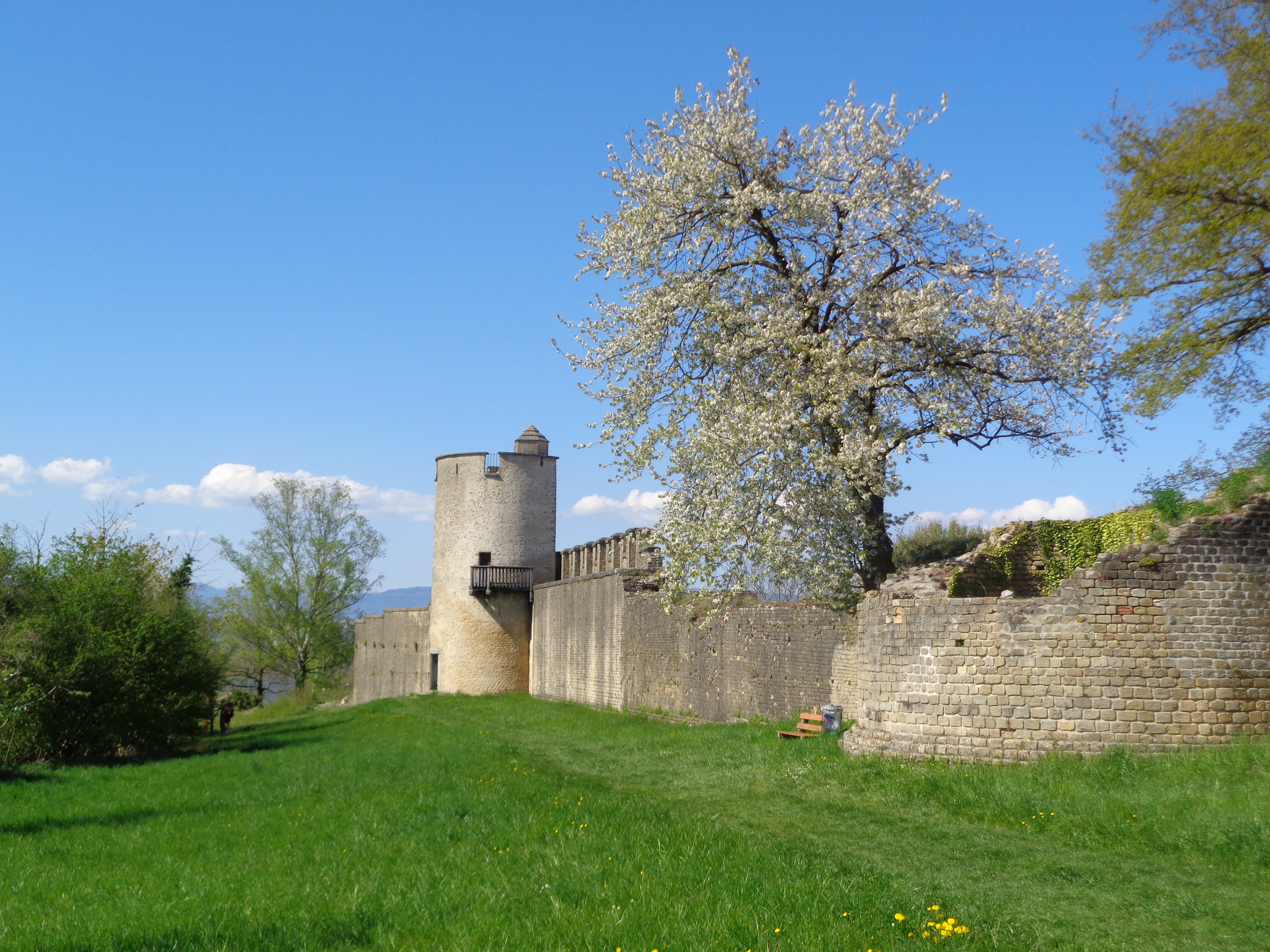
Римський міський мур та східна брама

### Міський мур та брами
Головна дорога через Авентикум пролягала зі сходу на захід. Східна брама побудована за часів правління Веспасіана. Брама побудована для захисту та контролю дороги до того, як були побудовані міські мури.

### Терми
Терми (відомі як Thermen von En Perruet або Терми на Форумі) були розташовані безпосередньо на схід від форуму Авентикуму.
Їх побудовано під час здобуття статусу колонії, десь після 77 р. н. е.
Їх фінансувала багата романізована родина гельветів, відома як каміллі.